# Suzanne von Borsody

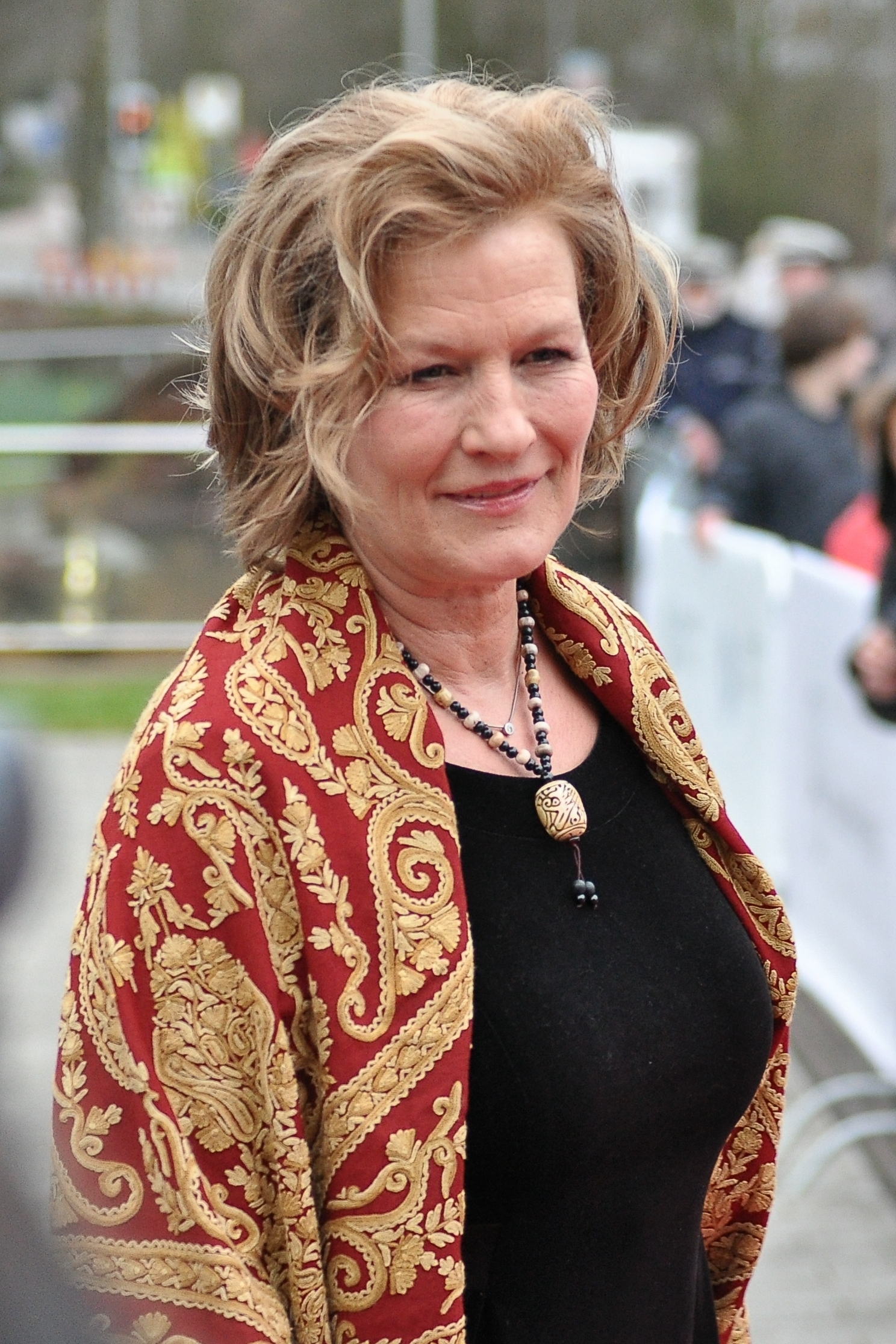
Suzanne von Borsody beim Grimme-Preis, 2015

Suzanne von Borsody [ˈboʁʃodi] (* 23. September 1957 in München) ist eine deutsche Schauspielerin, Hörspiel-, Hörbuch- und Synchronsprecherin.

## Leben

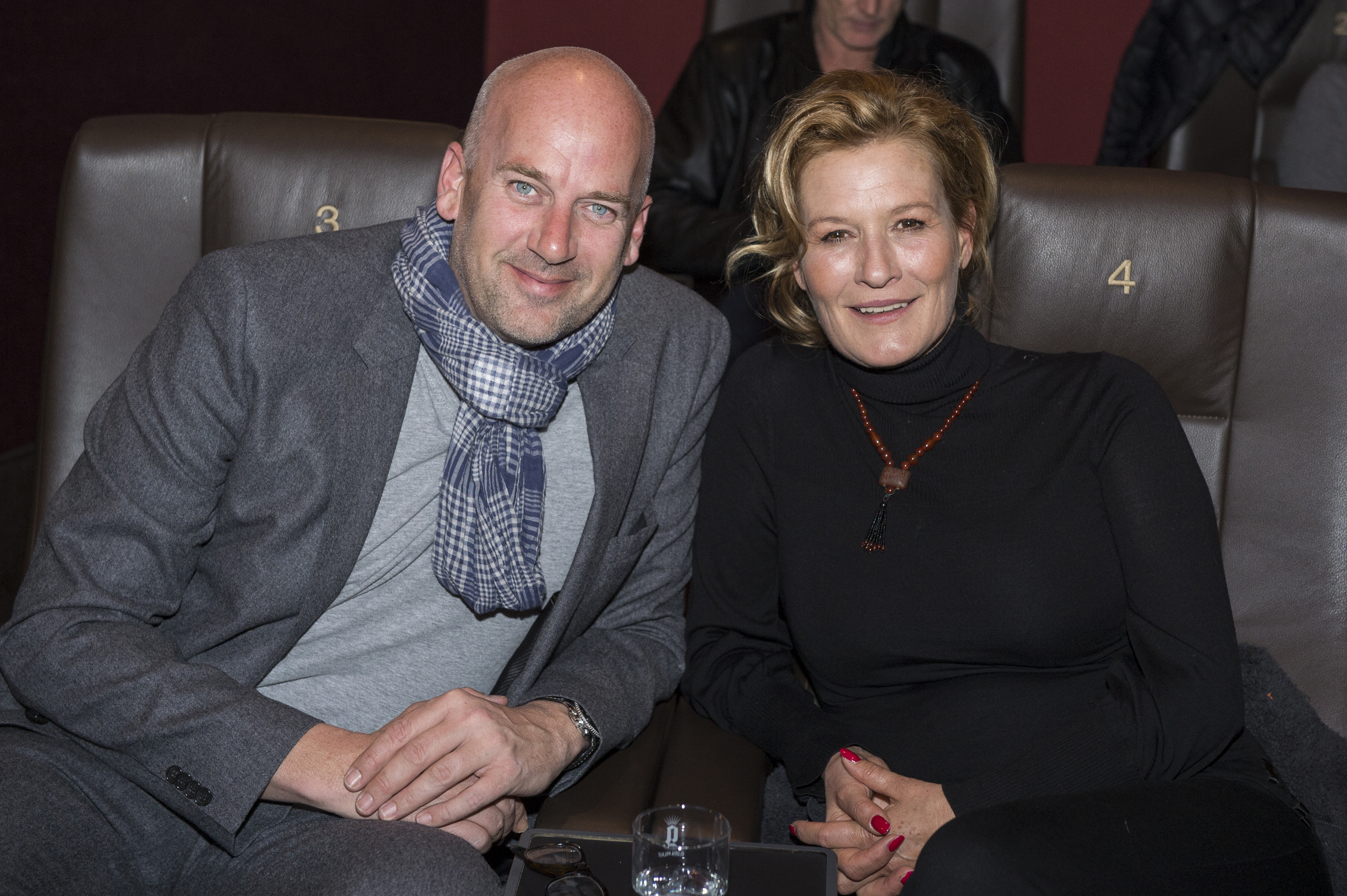
Jens Schniedenharn und Suzanne von Borsody, 2014

Suzanne von Borsody stammt aus einer Künstlerfamilie. Sie wurde als Tochter des Schauspieler-Ehepaars Hans von Borsody und Rosemarie Fendel, die beide 2013 verstarben, geboren. Ihre Eltern trennten sich, als sie vier Jahre alt war. Sie wuchs bei ihrer Mutter auf. Ihr Großvater Eduard von Borsody war Filmregisseur, ihr Großonkel Julius von Borsody war Filmarchitekt und Szenenbildner bei Wien-Film, im Filmstudio Babelsberg und bei der Bavaria Film. Ihre Halbschwester Cosima von Borsody ist ebenfalls Schauspielerin.

## Persönliches
Suzanne von Borsody war von 1990 bis 1999 mit ihrem Schauspielkollegen Heino Ferch liiert, mit dem sie in mehreren Filmprojekten gemeinsam auftrat. Seit April 2014 ist sie mit ihrem langjährigen Lebensgefährten Jens Schniedenharn verheiratet. Das Ehepaar lebt in München und Berlin.

## Schauspielkarriere

### Ausbildung und Theaterarbeiten
Suzanne von Borsody besuchte nur kurz eine Schauspielschule, da sie überraschend schnell ein Engagement am Schauspielhaus Frankfurt erhielt. 1980/1981 wurde sie dort Teil des Mitbestimmungsmodells. Von 1987 bis 1993 hatte sie ein Engagement am Schillertheater in Berlin. Nachdem das Theater hatte schließen müssen, wechselte sie zum Film.
Ende 2007 sah man von Borsody nach längerer Theaterpause wieder auf der Bühne, in der Rolle der Lady Driver in dem Luststück Verdammt lang her. Im Januar 2009 gastierte sie am Hamburger Ernst-Deutsch-Theater in Francis C. Winters Spurensuche. Das Drama thematisiert Missbrauch und Mord eines Kindes durch einen Jugendlichen. Von Borsody und Ulrike Folkerts verkörperten die Mütter von Täter und Opfer.
In der Spielzeit 2012/13 gastierte sie erneut am Ernst-Deutsch-Theater, diesmal in der Tragikomödie Der letzte Vorhang der niederländischen Dramatikerin Maria Goos.

### Film und Fernsehen
Ihren ersten Fernsehauftritt hatte von Borsody 1964 in der Folge Der Fahrplan der Fernsehserie Das Kriminalmuseum an der Seite ihrer Mutter Rosemarie Fendel. Ihre erste tragende Fernsehrolle war 1978 in Hartmut Griesmayrs Fernsehfilm Adoptionen. 1979 erhielt sie für die Rolle der Beate S. in der gleichnamigen Fernsehserie die Goldene Kamera und eine ehrende Anerkennung beim Adolf-Grimme-Preis 1981. 1980 wurde sie für ihre Rolle in Axel Cortis Das eine Glück und das andere mit dem Deutschen Darstellerpreis ausgezeichnet. Regisseurin Margarethe von Trotta engagierte von Borsody 1999 für den vierteiligen Fernsehfilm Jahrestage des gleichnamigen Romans von Uwe Johnson, in dem sie die Hauptrolle der Gesine Cresspahl spielte. Unter der Regie von Alexander Kluge spielte sie in dem Episodenfilm Die Macht der Gefühle (1983) mit Hannelore Hoger in der Hauptrolle eine Prostituierte. In der Friedrich-Dürrenmatt-Verfilmung Justiz (1993) von Hans W. Geissendörfer übernahm sie die Rolle der Edelhure Daphne Winter. In der von Bodo Fürneisen inszenierten 157. Folge Blue Dream – Tod im Regen (1993) des Polizeiruf 110 spielte sie die Kellnerin Natalie, die gemeinsam mit ihrer Freundin Rita (Katja Riemann) nach Hamburg gehen möchte, um dort eine Boutique zu eröffnen. Tom Tykwer besetzte sie für die Rolle der Frau Jäger in seinem Kino-Welterfolg Lola rennt (1998). In Doris Dörries Tragikomödie Bin ich schön? (1998) übernahm sie die Rolle der Lucy. Weitere Rollen hatte sie in dieser Zeit in Margarethe von Trottas Dunkle Tage (1999) in der Rolle der alkoholkranken Angela, als Marga Nielsen in Die Mörderin (1999) und in Die Geisel (2003) als mutige Gefängnisdirektorin Ella Jansen, die sich gegen eine Geisel austauschen lässt. Sie wirkte auch in internationalen Produktionen, wie etwa als Anita Zorzi de Lucca in Tödliches Geld (1995) neben Michel Piccoli oder an der Seite von Richard Chamberlain in Die verlorene Tochter (1997).
Für ihre Rolle in dem auf dem Filmfest Hamburg uraufgeführten Fernsehfilm Mensch Mutter (2003) der Buchlektorin Verena Kröger, die sich liebevoll um ihre an einer paranoiden Schizophrenie leidenden Mutter Hilde kümmert, wurde sie 2005 gemeinsam mit Rosemarie Fendel (die im Film wie im echten Leben ihre Mutter war) mit dem DIVA Award ausgezeichnet. 2005 erhielt das Fernseh-Liebesdrama Der zweite Blick, in dem von Borsody an der Seite von Michael Mendl die verheiratete Linda spielte, die sich in einen anderen Mann verliebt, eine Nominierung für den Bayerischen Fernsehpreis.
2007 legte sie mit der Episode Die Lehrerin zu der deutschen Grundgesetzverfilmung GG 19 – Eine Reise durch Deutschland in 19 Artikeln ihre erste Regiearbeit vor.
Im Herbst 2008 entstand unter der Regie von Johannes Grieser für das ZDF der Psychothriller Ein geheimnisvoller Sommer mit Suzanne von Borsody in der Rolle der Fotografin Esther Kaufmann. Im selben Jahr übernahm sie in Matti Geschonnecks zweiteiligen Fernsehthriller Entführt neben Friedrich von Thun, Hanns Zischler, Matthias Brandt und Heino Ferch die Rolle der Kidnapperin Marietta Lahn. In dem Märchenfilm Rapunzel, der im Dezember 2009 im Ersten im Rahmen der Märchen-Reihe Sechs auf einen Streich erstausgestrahlt wurde, war sie neben Luisa Wietzorek in der Titelrolle in der Rolle der bösen Zauberin zu sehen.
Von 2010 bis 2013 verkörperte sie die Internatslehrerin Frau Mägerlein in den drei Filmen um Hanni & Nanni nach der Romanserie von Enid Blyton. Im Herbst 2011 stand sie unter der Regie von Joseph Vilsmaier in der Neuverfilmung von Ludwig Anzengrubers musikalischem Volksstück Der Meineidbauer als Bäuerin Anna Sobek erstmals an der Seite ihres Vaters Hans von Borsody, der eine Nebenrolle als Kräutersepp übernahm, vor der Kamera. In Hermine Huntgeburths Filmdrama Männertreu (2014) spielte sie die weibliche Hauptrolle der resoluten Anwältin Franziska Sahl, die von ihrem Ehemann Georg (Matthias Brandt) betrogen wurde. Diese Rolle brachte ihr 2014 den Deutschen Fernsehpreis als Beste Schauspielerin und Ensemblemitglied ein. 2015 bekam sie darüber hinaus auch für ihre in dem Film dargestellte schauspielerische Leistung den Grimme-Preis verliehen. In dem 2018 erschienenen Kinofilm Die kleine Hexe nach Otfried Preußlers gleichnamigem Kinderbuch war sie an der Seite von Karoline Herfurth, die die Titelrolle übernahm, in der Rolle der bösen Hexe Rumpelpumpel zu sehen. In Dirk Kummers Filmkomödie Der Liebhaber meiner Frau (2020) spielte sie neben Christian Kohlund und Walter Sittler die weibliche Hauptrolle einer seit fast vierzig Jahren verheirateten Frau, die sich nicht mehr von ihrem Mann beachtet fühlt.
Von Borsody betätigt sich auch als Synchronsprecherin. In dem in den Walt Disney Studios entstandenen US-amerikanischen Zeichentrickfilm Der Schatzplanet, einer freien Adaption von Robert Louis Stevensons Die Schatzinsel, sprach sie die Captain Amelia, die im Original von Emma Thompson gesprochen wird. Den Deutschen Preis für Synchron bekam sie 2007 für ihre Synchronarbeit als Stimme von Joan Allen in Sally Potters britisch-amerikanischen Filmdrama Yes.

### Sonstiges

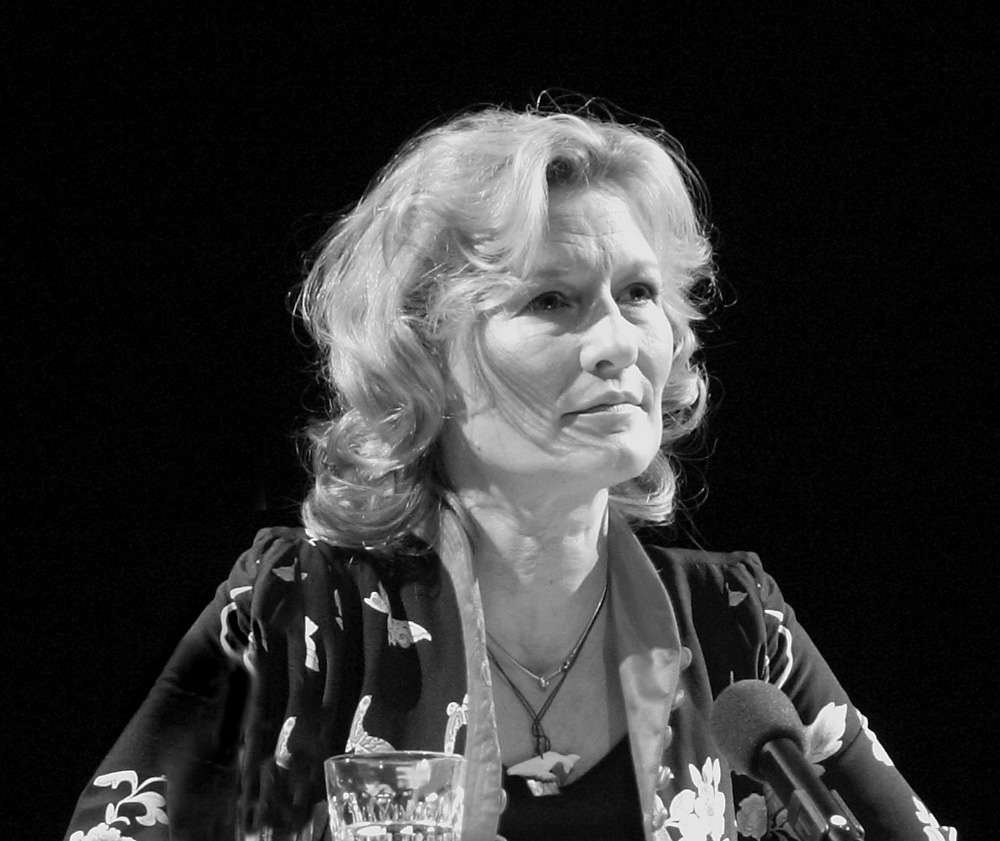
Suzanne von Borsody auf der Lit.Cologne in Köln, 2006

Suzanne von Borsody hält neben dem Schauspiel auch Rezitationen und Lesungen. Mit dem Vortrag von Briefen der mexikanischen Malerin Frida Kahlo: Jetzt, wo Du mich verlässt, liebe ich Dich mehr denn je! gibt sie seit 2006 deutschlandweit Lesereisen. Im Januar 2010 hielt sie im Schloss Dachau zusammen mit Rosemarie Fendel und den Musikern Willy Freivogel und Sigi Schwab eine Lesung mit Texten der jüdischen Dichterin Mascha Kaléko.
Daneben ist sie auch als Malerin tätig. Ihre erste Ausstellung unter dem Thema „Wandlungen“ konzipierte sie im sauerländischen Hallenberg, wo sie im Jahr 2013 ausgestellt wurde.

## Soziales Engagement
Von Borsody ist UNICEF-Botschafterin, Botschafterin der Vereine N.I.N.A. und Hand in Hand for Africa sowie seit 2005 Mentorin für das Projekt LILALU. Ihr soziales Engagement wurde 2006 mit dem ARD-Medienpreis Brisant Brillant ausgezeichnet. Suzanne von Borsody ist Vorsitzende der deutschen Fernsehjury des CIVIS-Preises, des Europäischen Medienpreises für Integration und kulturelle Vielfalt.

## Filmografie (Auswahl)

### Kinofilme
- 1983: Die Macht der Gefühle
- 1988: Fifty-Fifty
- 1992: Die Liebesreise des Herrn Matzke
- 1992: Brandnacht
- 1993: Justiz
- 1995: Z-man's Kinder
- 1995: Brennendes Herz
- 1995: Der Flug des Albatros
- 1998: Bin ich schön?
- 1998: Lola rennt
- 2000: Marlene
- 2001: Leo und Claire
- 2003: Planet B – Mask under Masks (Mask Under Mask)
- 2003: Baltic Storm
- 2003: Der Puppengräber
- 2010: Hanni & Nanni
- 2012: Hanni & Nanni 2
- 2013: Hanni & Nanni 3
- 2013: Hannas Reise
- 2017: Leanders letzte Reise
- 2017: Die Pfefferkörner und der Fluch des schwarzen Königs
- 2018: Die kleine Hexe
- 2021: Willi und die Wunderkröte

### Fernsehfilme
- 1967: Der Mann aus dem Bootshaus
- 1978: Adoptionen
- 1978: Auf den Hund gekommen
- 1979: Theodor Chindler
- 1984: Nathan, der Weise
- 1986: Aranka
- 1991: Ostkreuz
- 1993: König & Consorten
- 1994: Tod in Miami
- 1994: Lauras Entscheidung (Regie: Uwe Janson)
- 1996: Zerrissene Herzen
- 1997: Die verlorene Tochter
- 1999: Dunkle Tage
- 1999: Ich liebe meine Familie, ehrlich
- 1999: Die Mörderin
- 2000: Die Geiseln von Costa Rica
- 2001: Zwei unter einem Dach
- 2001: Wie buchstabiert man Liebe?
- 2002: Lilly unter den Linden
- 2002: Davon stirbt man nicht
- 2002: Nicht ohne deine Liebe
- 2003: Mensch Mutter
- 2003: Die Geisel
- 2004: Ein einsames Haus am See
- 2005: Liebe hat Vorfahrt
- 2005: Der zweite Blick
- 2005: Margarete Steiff
- 2006: Eine Liebe in Königsberg
- 2007: Beim nächsten Kind wird alles anders
- 2007: Das zweite Leben
- 2007: Der Sonnenhof
- 2007: Späte Aussicht
- 2008: Daniel Käfer – Die Schattenuhr
- 2009: Schicksalstage in Bangkok
- 2009: Entführt
- 2009: Ein geheimnisvoller Sommer
- 2009: Rapunzel
- 2010: Bis nichts mehr bleibt
- 2010: Schlaflos in Oldenburg
- 2011: Der Chinese
- 2012: Der Meineidbauer
- 2012: Rat mal, wer zur Hochzeit kommt
- 2013: Arnes Nachlass
- 2013: Das Mädchen mit dem indischen Smaragd
- 2014: Männertreu
- 2015: Das Kloster bleibt im Dorf
- 2016: Die letzte Reise
- 2016: Die Informantin
- 2016: Ein Sommer in Florida
- 2016: Drei Väter sind besser als keiner
- 2018: Der Mordanschlag
- 2019: So weit das Meer
- 2019: Die Informantin – Der Fall Lissabon
- 2020: Der Liebhaber meiner Frau
- 2022: Süßer Rausch (2-teiliger Fernsehfilm)
- 2024: Mein Kind – Moya Ditina

### Fernsehserien und Fernsehreihen
- 1964: Das Kriminalmuseum: Der Fahrplan
- 1978: Beate S. – Geschichte einer 20-jährigen
- 1983: Nordlichter: Geschichten zwischen Watt und Weltstadt
- 1984: Eine Klasse für sich
- 1993: Schulz & Schulz V – Fünf vor zwölf
- 1993: Tatort: Verbranntes Spiel
- 1993: Polizeiruf 110: Blue Dream – Tod im Regen
- 1993: Tatort: Alptraum
- 1994: Ein unvergeßliches Wochenende ... in Südfrankreich
- 1995–1998: Vater wider Willen
- 1997: Ärzte – Vollnarkose
- 1997: Der Alte – Folge 224: Hochzeit mit dem Tod
- 1998: Schimanski: Muttertag
- 1998: Schimanski: Rattennest
- 1998: Schimanski: Geschwister
- 1999: Schimanski: Sehnsucht
- 1999: Stahlnetz (Folge Die Zeugin)
- 1999: Der Alte (Folge 248 Auftrag für einen Mord)
- 2000: Jahrestage
- 2000: Schimanski muss leiden
- 2005: Bella Block: … denn sie wissen nicht, was sie tun
- 2005: Tatort: Die schlafende Schöne
- 2005: Polizeiruf 110: Vorwärts wie rückwärts
- 2006: Rosa Roth – In guten Händen
- 2007: Robin Pilcher – Am Anfang war die Liebe
- 2009: Tatort: Schwarzer Peter
- 2013: Stolberg (Folge Die Frankenberg-Protokolle)
- 2014: Utta Danella – Die Himmelsstürmer
- 2015: Tatort: Roomservice
- 2017: Willkommen bei den Honeckers
- seit 2017: Über Land
- 2019: Die Inselärztin – Das Geheimnis
- 2019: Donna Leon – Stille Wasser
- 2020–2021: Neues aus Büttenwarder
- 2021: Der Alte – Kein Entkommen
- 2021: Westwall (Fernsehserie)
- 2025: Mord in Wien – Der letzte Bissen (Fernsehreihe)

## Synchronrollen
- 1978: Kurz vor den Ferien als Christine Alexander für Lee Purcell
- 2002: Der Schatzplanet als Captain Amelia für Emma Thompson
- 2004: Pride – Das Gesetz der Savanne als Macheeba für Helen Mirren
- 2004: Yes als She für Joan Allen

## Hörspiele
- 1981: Rudolf Schlabach: Amsterdam – Regie: Gottfried von Einem (HR)
- 1988: Hans Kasper: Eine süße Stimme – Regie: Horst Loebe (RB)
- 1991: Gabriel Josipovici: Nachruf auf L. S. (Interviewerin) – Regie: Robert Matejka (Hörspiel – RIAS Berlin)
- 2023: Der Schatzplanet (Hörspiel zum Disney Film), Walt Disney Records & Audible (Der Schatzplanet)

## Hörbücher
- Martina Mühlbauer: Jahrhundertfrau. uccello - gut zu hören, ISBN 978-3-937337-90-6
- Joke van Leeuwen: Viegelchen will fliegen. Uccello Hörbücher, ISBN 978-3-937337-34-0.[23]
- Hanna Johansen: Wenn ich ein Vöglein wär. Uccello Hörbücher, ISBN 978-3-937337-46-3.[24]
- Frida Kahlo: Jetzt, wo Du mich verläßt, liebe ich Dich mehr denn je. Der Audio Verlag, Berlin 2005, ISBN 978-3-89813-449-1.
- Ingeborg Bachmann: Römische Reportagen. Der Audio Verlag, Berlin 2006, ISBN 978-3-89813-501-6.
- Fred Vargas: Fliehe weit und schnell. Der Audio Verlag, Berlin 2007, ISBN 978-3-89813-675-4.
- Fred Vargas: Die schwarzen Wasser der Seine. Der Audio Verlag, Berlin 2007, ISBN 978-3-89813-705-8.
- Benoîte Groult: Salz auf unserer Haut. O.Skar, München 2007, ISBN 978-3-938389-37-9 (stark gekürzte Fassung, 3 CDs)
- Fred Vargas: Bei Einbruch der Nacht. Der Audio Verlag, Berlin 2009, ISBN 978-3-89813-851-2.
- Fred Vargas: Das Orakel von Port-Nicolas. Der Audio Verlag, Berlin 2010, ISBN 978-3-89813-953-3.
- Emma Cline: The Girls. Hörbuch Hamburg, Hamburg 2016, ISBN 978-3-95713-057-0.
- Amanda Peters: Beeren pflücken (Roman, mit Jörg Schüttauf), Harper Audio/BookBeat, 2025, ISBN 978-3-365-01114-0

## Auszeichnungen
- 1978: Goldene Kamera für Beate S.

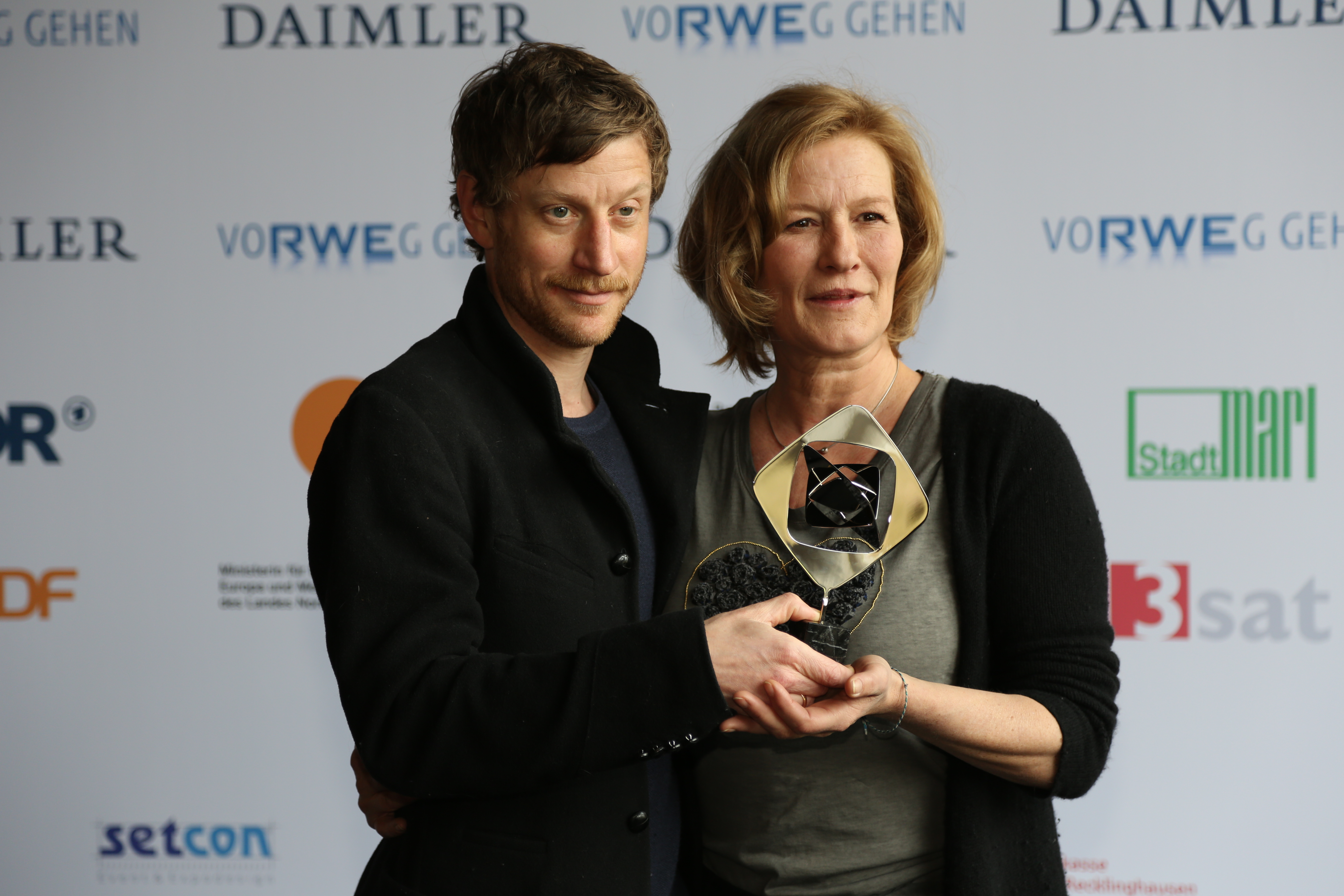
Suzanne von Borsody und Maxim Mehmet, 2015

- 1981: Ehrende Anerkennung beim Adolf-Grimme-Preis
- 1982: Deutscher Darstellerpreis als Beste Nachwuchsschauspielerin
- 1999: Bayerischer Fernsehpreis für Die Mörderin und Dunkle Tage
- 1999: Deutscher Fernsehpreis als Beste Schauspielerin Hauptrolle für Die Mörderin und Dunkle Tage
- 2001: Goldene Kamera für Jahrestage
- 2005: DIVA-Award, Spezialpreis der Jury gemeinsam mit Rosemarie Fendel für Mensch Mutter
- 2006: Brisant Brillant für Soziales Engagement
- 2007: Berliner Theaterpreis Goldener Vorhang für ihre Rolle in Verdammt lange her am Renaissance-Theater
- 2007: Deutscher Preis für Synchron für ihre herausragende weibliche Synchronarbeit als Stimme von Joan Allen in Yes
- 2009: Ehrenpreis des Hessischen Ministerpräsidenten für besondere Leistungen im Film- und Fernsehbereich
- 2010: Bayerischer Verdienstorden
- 2012: Berliner Theaterpreis Goldener Vorhang für ihre Rolle der Lies in Der letzte Vorhang am Renaissance-Theater
- 2013: Bundesverdienstkreuz am Bande[25]
- 2014: 2× Deutscher Fernsehpreis als Beste Schauspielerin und als Ensemblemitglied in Männertreu[26]
- 2015: Grimme-Preis für die Rolle der Franziska Sahl in Männertreu